# Theo Bos
Theo Bos (Hierden, 22 de agosto de 1983) es un deportista neerlandés que compitió en ciclismo en las modalidades de pista, especialista en las pruebas de velocidad y keirin, y ruta. Su hermano Jan compitió en patinaje de velocidad sobre hielo.
Participó en tres Juegos Olímpicos de Verano, en los años 2004, 2008 y 2016, obteniendo una medalla de plata en Atenas 2004, en la prueba de velocidad individual.
Ganó catorce medallas en el Campeonato Mundial de Ciclismo en Pista entre los años 2004 y 2019, y dos medallas en el Campeonato Europeo de Ciclismo en Pista, oro en 2008 y plata en 2019.

## Biografía
Obtuvo la medalla de plata en los Juegos Olímpicos de Atenas 2004 en la prueba de velocidad. Ese año ganó el oro en el Campeonato Mundial, en la misma disciplina. En el Mundial de 2006 ganó la medalla de oro en keirin y velocidad.
Debutó en la carretera en 2009, consiguiendo algunos triunfos en carreras menores. En una etapa del Tour de Turquía de 2009 empujó al líder de la general, Daryl Impey, por lo que fue sancionado por la UCI con un mes de suspensión.

## Medallero internacional
| Juegos Olímpicos   | Juegos Olímpicos             | Juegos Olímpicos  | Juegos Olímpicos      |
| Año                | Lugar                        | Medalla           | Competición           |
| ------------------ | ---------------------------- | ----------------- | --------------------- |
| 2004               | Atenas (Grecia)              | Medalla de plata  | Velocidad individual  |
| Campeonato Mundial |                              |                   |                       |
| Año                | Lugar                        | Medalla           | Competición           |
| 2004               | Melbourne (Australia)        | Medalla de oro    | Velocidad individual  |
| 2004               | Melbourne (Australia)        | Medalla de bronce | 1 km contrarreloj     |
| 2005               | Los Ángeles (Estados Unidos) | Medalla de oro    | 1 km contrarreloj     |
| 2005               | Los Ángeles (Estados Unidos) | Medalla de plata  | Velocidad por equipos |
| 2006               | Burdeos (Francia)            | Medalla de oro    | Velocidad individual  |
| 2006               | Burdeos (Francia)            | Medalla de oro    | Keirin                |
| 2007               | Palma de Mallorca (España)   | Medalla de oro    | Velocidad individual  |
| 2007               | Palma de Mallorca (España)   | Medalla de plata  | Keirin                |
| 2008               | Mánchester (Reino Unido)     | Medalla de bronce | Velocidad por equipos |
| 2011               | Apeldoorn (Países Bajos)     | Medalla de bronce | Madison               |
| 2016               | Londres (Reino Unido)        | Medalla de plata  | 1 km contrarreloj     |
| 2017               | Hong Kong (China)            | Medalla de plata  | Velocidad por equipos |
| 2018               | Apeldoorn (Países Bajos)     | Medalla de bronce | 1 km contrarreloj     |
| 2019               | Pruszków (Polonia)           | Medalla de plata  | 1 km contrarreloj     |
| Campeonato Europeo |                              |                   |                       |
| Año                | Lugar                        | Medalla           | Competición           |
| 2008               | Alkmaar (Países Bajos)       | Medalla de oro    | Ómnium esprint        |
| 2019               | Apeldoorn (Países Bajos)     | Medalla de plata  | 1 km contrarreloj     |

1. ↑  Compitió en la ronda de clasificación.
2. ↑  Campeonato Europeo realizado sólo para la disciplina de ómnium.
3. ↑  Variedad de ómnium que incluía cuatro pruebas de esprint: 200 m vuelta lanzada, keirin, eliminación y velocidad individual.

## Palmarés

### Pista
2002 (como amateur)
- 2.º en el Campeonato Europeo 1 km sub-23
- Campeonato Europeo Keirin sub-23
- 2.º Campeonato Europeo Velocidad sub-23
- 2.º Campeonato de los Países Bajos 1 km
- Campeonato de los Países Bajos Keirin
- Campeonato de los Países Bajos Velocidad

2003 (como amateur)
- Campeonato Europeo 1 km sub-23
- 2.º en el Campeonato Europeo Keirin sub-23
- Campeonato Europeo Velocidad
- Campeonato de los Países Bajos Keirin
- Campeonato de los Países Bajos 1 km
- Campeonato de los Países Bajos Velocidad

2004 (como amateur)
- Campeonato Mundial Velocidad
- Moscú 1 km
- 2.º en el Campeonato Olímpico Velocidad
- Campeonato de los Países Bajos Keirin
- Campeonato de los Países Bajos 1 km

2005 (como amateur)
- Los Ángeles 1 km
- Los Ángeles Velocidad por Equipos (haciendo equipo con Teun Mulder y Tim Veldt)
- Sídney Keirin
- Sídney Velocidad
- 2.º en el Campeonato Mundial Velocidad por equipos (haciendo equipo con Teun Mulder y Tim Veldt)
- Campeonato Mundial 1 km
- Mánchester Velocidad

2006 (como amateur)
- Sídney Keirin
- Sídney Velocidad por Equipos (haciendo equipo con Teun Mulder y Tim Veldt)
- Campeonato Mundial Keirin
- Campeonato Mundial Velocidad
- Sídney Keirin
- Moscú Velocidad
- Récord de los Países Bajos Vuelta Lanzada — 9,772 s
- Campeonato de los Países Bajos Keirin
- Campeonato de los Países Bajos Velocidad

2007 (como amateur)
- 2.º en el Campeonato Mundial Keirin
- Campeonato Mundial Velocidad
- Pekín Velocidad por Equipos (haciendo equipo con Teun Mulder y Tim Veldt)
- Pekín Velocidad
- Campeonato de los Países Bajos Keirin
- Campeonato de los Países Bajos Velocidad

2008 (como amateur)
- 3.º en el Campeonato Mundial Velocidad por Equipos (haciendo equipo con Teun Mulder y Tim Veldt)
- Campeón Europeo Omnium Sprint

2010
- Campeonato de los Países Bajos en Madison (con Peter Schep)

2011
- 3.º en el Campeonato Mundial en Madison (con Peter Schep)

2012
- Campeonato de los Países Bajos 250m

2015
- Campeonato de los Países Bajos 1 km
- Campeonato de los Países Bajos Velocidad
- Campeonato de los Países Bajos en Omnium

2016
- 2.º en el Campeonato Mundial de 1 km

2017
- 2.º en el Campeonato Mundial Velocidad por Equipos

2018
- 3.º en el Campeonato Mundial de 1 km

2019
- 2.º en el Campeonato Mundial de 1 km

### Carretera
| 2009 - Vuelta a Holanda Septentrional - Omloop der Kempen - 3 etapas del Tour de Olympia 2010 - Clásica de Almería - 1 etapa de la Vuelta a Murcia - 2 etapas de la Vuelta a Castilla y León 2011 - 2 etapas del Tour de Omán - Tour de Rijke - 1 etapa de la Vuelta a Dinamarca - Dutch Food Valley Classic 2012 - 1 etapa del Dwars door Drenthe - 2 etapas del Tour de Turquía - 1 etapa en el Eneco Tour - Dutch Food Valley Classic - 1 etapa del World Ports Classic - Memorial Rik Van Steenbergen | 2013 - 1 etapa de la Vuelta al Algarve - 2 etapas del Tour de Langkawi - 1 etapa del Critérium Internacional - 1 etapa del Tour de Noruega - 1 etapa de la Ster ZLM Toer - 6 etapas del Tour de Hainan 2014 - 4 etapas del Tour de Langkawi - World Ports Classic - Ronde van Zeeland Seaports - 1 etapa del Tour de Polonia - 1 etapa del Tour de Alberta - 1 etapa del Tour de Eurométropole |

## Resultados en Grandes Vueltas
| Carrera | Carrera         | 2010 | 2011 | 2012 | 2013 | 2014 | 2015 | 2016 |
| ------- | --------------- | ---- | ---- | ---- | ---- | ---- | ---- | ---- |
|         | Giro de Italia  | —    | —    | Ab.  | —    | —    | —    | —    |
|         | Tour de Francia | —    | —    | —    | —    | —    | —    | —    |
|         | Vuelta a España | Ab.  | —    | —    | Ab.  | —    | —    | —    |

| —: No participó | Ab: Abandono |

## Equipos
- Rabobank Continental (2009)
- Cervélo Test Team (2010)
- Rabobank/Blanco/Belkin (2011-2014)
  - Rabobank Cycling Team (2011-2012)
  - Blanco Pro Cycling (01-06.2013)
  - Belkin-Pro Cycling Team (07.2013-2014)
- MTN-Qhubeka/Dimension Data (2015-2016)
  - MTN-Qhubeka (2015)
  - Dimension Data (2016)